# Batu (ostrovy)

Mapa hlavních ostrovů

Ostrovy Batu se nacházejí v Indonésii v Indickém oceánu, západně od pobřeží Sumatry, mezi ostrovy Nias a Siberut. Souostroví tvoří tři hlavní ostrovy přibližně stejné velikosti: Pini, Tanahmasa a Tanahbala. Dále je zde 48 malých ostrovů, z nichž největší jsou Sipika, Simuk, Bodjo, Telo a Sigata. Necelá polovina z nich je obývaná. Celková rozloha souostroví je 1207 km2 a žije zde více než 28 tisíc lidí. Administrativně ostrovy spadají do provincie Severní Sumatra. Souostrovím prochází rovník, konkrétně severní částí ostrova Tanahmasa. V indonéštině batu znamená „skála“ nebo „kámen“. Předpokládá se, že zde žije malá populace levharta Diardova.